# 雲登體育會
芬丹体育俱乐部（SC Veendam）是荷蘭的一家足球俱樂部，成立於1894年，主場位於芬丹。球隊曾經參加荷蘭足球乙級聯賽的賽事。
2013年3月25日，芬丹宣告破產並被逐出聯賽，當季所有成績被取消。他們與另一支球隊阿高夫一同被逐出聯賽，現時只能參加業餘聯賽。

## 外部連結
- 官方网站